# روهود
روهود (به مجاری:  Rohod) یک منطقهٔ مسکونی در مجارستان است که در سابولچ-ساتمار-برگ واقع شده‌است. روهود ۱۹٫۵۶ کیلومتر مربع مساحت و ۱٬۲۳۵ نفر جمعیت دارد.